# ژان آژلو

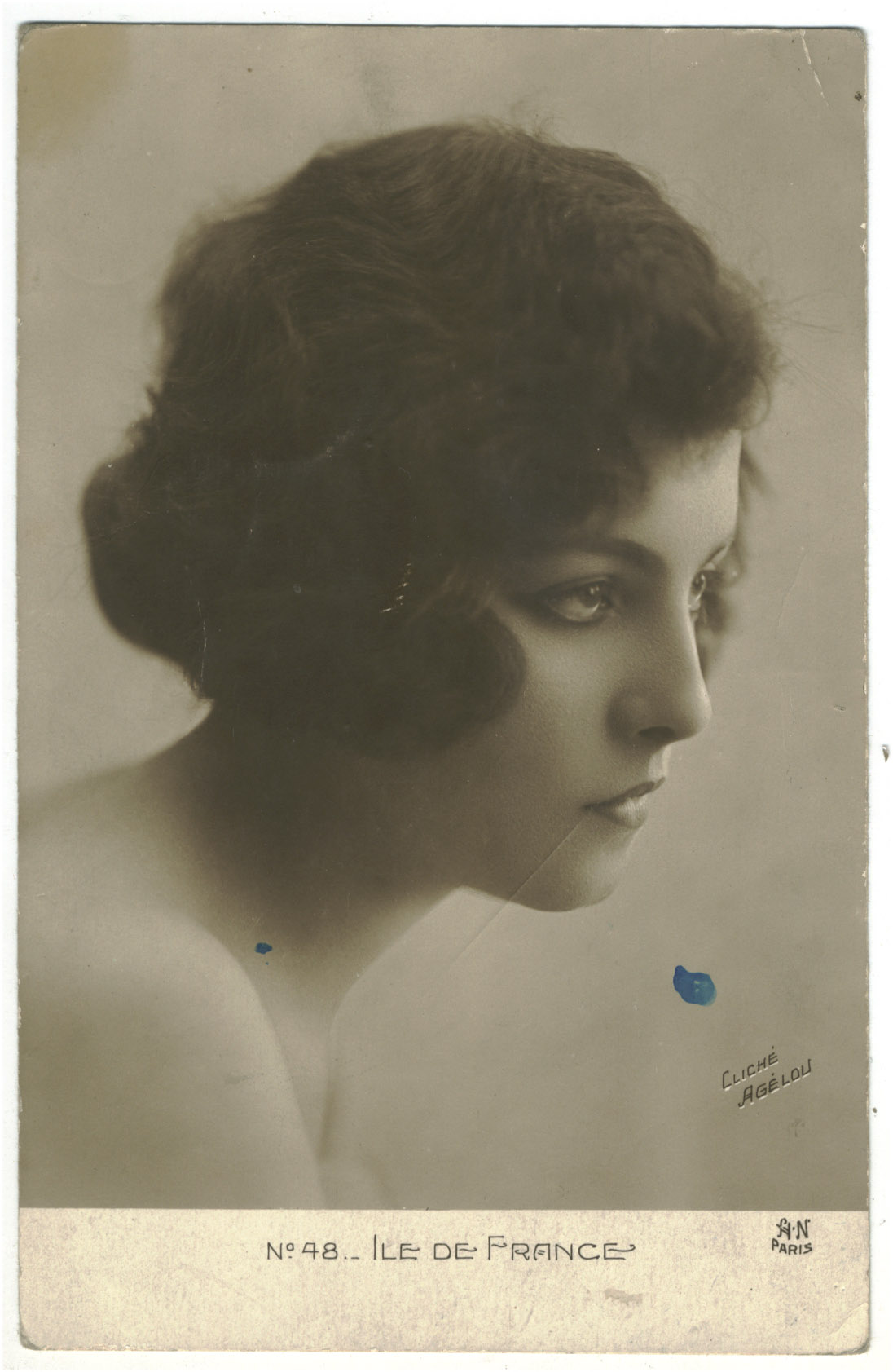
اثری از ژان آژلو

ژان آژلو (فرانسوی: Jean Agélou‎؛ ‏ ۱۶ اکتبر ۱۸۷۸ – ۲ اوت ۱۹۲۱) عکاس اهل فرانسه بود که شهرتش به واسطهٔ عکاسی اروتیک در آغاز قرن بیستم میلادی بود.
دربارهٔ زندگی خصوصی او چیز زیادی در دسترس نیست؛ جز آنکه زنی به نام «فِـرناند»، معشوقه و مدل عکاسی وی بود. برخی منابع مدعی‌اند این فرناند، همان تن‌فروش و مدل فرانسوی فرناند باره است که مدتی نیز مدلِ نقاشی آمادئو مودیلیانی و خائیم سوتین بود و بعدها خودش به نقاشی روی آورد، اما این ادعا ثابت نشده است.
با آنکه دهه ۱۹۰۰، عصر طلایی عکاسی اروتیک بود، اما بیشتر عکاسان جانب احتیاط را حفظ می‌کردند و ژان آژلو نیز کارهایش را با حروف اختصاری «ژ.آ.» منتشر می‌کرد. در جریان جنگ جهانی اول عکس‌های برهنهٔ «فِـرناند» مورد توجه و علاقۀ سربازان، در هر دو سوی میدان نبرد بود.
ژان آژلو در سال ۱۹۲۱ به همراه برادرش در یک سانحه رانندگی کشته شد.